# Vinicius Zanon
Vinicius Schimith Zanon (9 maggio 1990) è un giocatore di football americano brasiliano, che gioca come defensive lineman per i São José Istepôs.

## Palmarès
- 5 Campeonato Gaúcho de Futebol Americano (Santa Maria Soldiers, 2011, 2013, ,2017, 2018, 2019)
- 1 Campeonato Catarinense de Futebol Americano (São José Istepôs, 2014)